# 自閉スペクトラム症
自閉スペクトラム症（じへいスペクトラムしょう、英語：Autism Spectrum Disorder, 略称：ASD）、あるいは自閉症スペクトラム障害とは、『精神障害の診断と統計マニュアル』第5版（DSM-5）において神経発達症群に分類される診断名の一つ。従来自閉性障害（自閉症）と定義されていた典型的な状態だけに限定せず、軽い状態も重い状態も含む連続体（スペクトラム）としてとらえる診断名で、コミュニケーションや言葉の使い方に関する症状があり、常同行動を示すといった様々な状態を含む。自閉スペクトラム（Autism spectrum）、自閉症連続体（じへいしょうれんぞくたい）、自閉症スペクトルなどともいう。
かつてのICD-10やDSM-IVで用いられている広汎性発達障害の中分類に含まれていた、自閉性障害（自閉症）、アスペルガー症候群、特定不能の広汎性発達障害、小児期崩壊性障害などの各障害は、DSM-5においては単一の診断名であるAutism Spectrum Disorder（日本語訳：自閉スペクトラム症〈あるいは自閉症スペクトラム障害〉）として定義された。そのためDSM-5と、ICD-10やDSM-IVでは正確な分類の一致はない。
ASDの診断基準は「社会的コミュニケーションの障害」と「限定された興味」の2つを満たすとDSM-5では定められている。典型的には生後2年以内に明らかになる。有病率は0.65〜1%とされる。性差は男児において女児よりも4倍とされる。またASD児童のうち約30%は知的障害を、11 - 39%はてんかんを併発している。
原因については現時点では脳機能の変異とされているが、親の子育て能力は関係しないと判明している。ASDは他の神経発達症と同様、一般的には治療法は存在せず、一生続き、治療より療育や支援に重きが置かれる。治療のゴールは、中核症状および関連症状を最小化し、さらに患者のQOLを最大化し患者家族のストレスを軽減することに置かれる。一時的な症状の緩和には成功している。

## 定義
精神医学的障害の一種である。

## 症状
中核症状と、周辺症状に分かれる。

### 中核症状
- 社会的コミュニケーションや社会的相互作用（social interaction）における持続的な欠陥[1]。
- 興味が限定的、行動が反復的、または活動の様式[1]。

ASD児童は限定的な行動に特別な興味を持ち、変化に抵抗し、仲間に合わせて社会的状況に反応しないことがある。日常的な習慣を邪魔されると強い不安を感じる（程度は人により差はある）。

### 周辺症状
- 関連する身体所見[1]。耳の奇形、皮膚紋理など。
- てんかん[1]。ASDの4-32%はある時点で大発作を起こす[1]。
- 言語の発達や使用の障害[1]。ASDの約50%は、有効な会話能力が発達しない[1]。一方で、ハイパーレクシア（過読症）なども見られる[1]
- 知的障害[1]。ASDの子供の約30%は知的障害に該当し、うち30%は軽度中度の知的障害、45-50%は重度以上の知的障害である[1]。軽度やADHDと混合、アスペルガー込みなどの場合には知的に問題がない場合もある。
- 易刺激性[1]。攻撃性、自傷行為、かんしゃくなど[1]。
- 気分と感情の不安定性[1]
- 感覚刺激に対する反応[1]
- 多動と不注意[1]
- 早熟の才能[1]。サヴァン症候群など。
- 不眠[1]。ASD児童の44-83%に見られる[1]。睡眠衛生の改善やメラトニンなどで対応される[1]。
- 軽度の感染症と消化管障害[1]。ASDは上気道感染症、過度のゲップ、便秘や下痢などの有病率が高い[1]。

## 分類

古典的自閉症とアスペルガー症候群の比較

一般的に良く知られているのは（旧来の診断基準の）高機能自閉症（1000人のうちに9～10人程度）で、男性の割合が非常に多いとされる。平均的知能指数に達している場合が多い。自閉症全体の割合でも半数以上を占めているという。1歳時前後からはっきりと特徴は現れるものの、健康状態には問題はないという。
知的に遅れのある（知的障害を伴う自閉症）は比較的未熟児の割合に多い。程度によっては重い自閉症（1000人のうちに2～3人程度）と呼ばれる場合がある。生活年齢にはっきりと遅れがある。状態の変化を嫌ってパニックを起こすことが絶え間ないこともある。こだわりの要因が非常に強く、様々な病気を引き起こすことがよく知られる。また言語障害や肢体不自由を伴うケースがある。
最近は折れ線型自閉症も注目されている。

## 原因
双子研究により、原因を大きく遺伝要因と環境要因に分けて影響度を算出できる。自閉症スペクトラムの遺伝要因の影響度（遺伝率）は90%と非常に高い。近年ではこれより低い推定もあるが、いずれにせよ遺伝的要因が大きい。ただ自閉症リスクを増加させる変異のほとんどは同定されていない。心理社会的要因は現在では明確に否定されており、子育てのスキルは要因ではない。
東京大学大学院の研究では、自閉症スペクトラム障害者に特徴的な幼少期の一過性の脳体積増加がニューロン以外のグリア細胞などの組織増加であることが間接的に示された。脳体積が正常化する成人期にかけては定型発達者と変わらないレベルになることも示された。出生直後の脳体積は健常群よりも小さかった。
内側前頭前野のうち、非言語情報を処理する領域のはたらきが通常よりも弱いことがわかっており、相手の仕草や表情などをうまく読み取ることができず、これが対人コミュニケーションを難しくしている一因と考えられる。

### 出生前の要因
- にきび治療薬のイソトレチノインを子宮内で曝露した子供の 30〜60% が神経認知障害を有することが報告されている[12]。
- バルプロ酸ナトリウムを妊娠中に使用することは、母体のてんかんを考慮しても、子孫が自閉症や自閉症スペクトラム障害になるリスクを増加させるという報告がある[13][14][15][16][17][18]。

出生前にバルプロ酸を投与した動物は自閉症様行動を示し、それらはミノサイクリンによって有意に減衰した。

### 基礎研究
小膠細胞の数を一時的に減少させたマウスは、他のマウスとの社会的接触の減少と同時に、毛繕い行動の増加が見られ、強迫性障害や自閉症スペクトラム障害のような疾患に見られる繰り返し行動との類似が示唆された。不十分なシナプス刈り込みによる、シナプス間の弱いシグナル伝達と関連していることを示している。

## 診断
典型的には生後2年以内に明らかになる。生後18か月以内でも一つも言葉を喋らない場合、ASDの懸念を持つであろう。狭義の古典的な自閉症、DSM-IVにおける自閉症性障害、は明白であるが、言語障害のないアスペルガー障害が自閉症スペクトラム障害に含まれることとなり、受け入れるべき個人差までもが診断されうる状況となっている。
評価尺度には、自閉症診断観察尺度汎用版（ADOS-G）、自閉症診断面接改訂版（ADI-R）などがある。学習障害のない成人の診断には、NICEはAQ-10の使用を提案している。

### 鑑別疾患
奇妙さというだけでは個性であり正常であり必ずしも精神障害ではないため、診断には重度で持続的で著しい機能の低下を必要とする。範囲の拡大により粗雑な診断を受けた半分の人々が、成長につれて自閉症スペクトラム障害の定義から外れていくが、間違って診断されれば傷跡が残されたように感じることもあり、そのようなリスクを考慮する。
- 社会コミュニケーション障害[1] - 社交不安障害では、会話や行動の症状は社交場面に限られる[21]。
- 小児の統合失調症[1] - 発症は遅めで妄想や幻覚がある[21]。
- 行動障害を伴う知的障害[1] - 社会的な関りがあり、儀式的な行動はない[21]。
- 言語症[1]
- 先天性の聴覚障害[1]
- 心理社会的剥奪（ネグレクト）[1]

## 管理
2025年時点では完治する治療法はない。早期に行動療法を行うことが最も予後が良い。薬物は中核的症状ではなく、周辺症状の管理に用いられる。
英国国立医療技術評価機構(NICE)は、ASDの中核症状の管理を目的として、抗てんかん薬、キレーション療法、食事療法、ビタミン・ミネラル投与、 オキシトシン、セクレチン、テストステロン、 高圧酸素療法、抗精神病薬を適用してはならない、また抗うつ薬を日常的に使用してはならないとしている。
自閉症の睡眠障害に対するメラトニンの使用は十分に研究されており、肯定的な効果がある。メラトニン、行動介入、親の教育は、睡眠障害の複数の側面に対して、ほかの薬物療法やほかの方法（ビタミン、アロマテラピー、マッサージ）よりも効果的であった。
オキシトシンでは、2018年1月のシステマティックレビューで、2017年8月までの17件のランダム化比較試験があり、感情認識、共感への影響はあったが、また社交的な認知機能も含めて偽薬に比較して統計的に有意な差ではなかった。
ニューロインテリジェンス国際研究機構の研究グループが経頭蓋磁気刺激により症状を緩和する研究を行っている。

### 心理社会的介入
- UCLAロバースモデル[1]
- デンバー式早期療育[1]
- ペアレントトレーニング・アプローチ[1]
- ソーシャルスキルトレーニング（SST）[1]
- 行動療法（BT）[1]
- 認知行動療法（CBT）[1]
- ニューロフィードバック[1]
- 不眠症状の管理[1]
- TEACCH（英語版）[1]

## 疫学
アメリカ疾病予防管理センター(CDC)のAutism and Developmental Disabilities Monitoring (ADDM) Network によれば、およそ68人に1人がASDであると確認されている。男児では42人に1人、女児では189人に1人と、男性に5倍多い。とはいえ、自閉症の女性には男性とは違う特徴があり、心身症や統合失調症と誤診される場合も多い。ASDは、人種、民族、社会集団によらず確認されている。アジア、欧州、北米の調査によれば有病率は1%ほどで、ある韓国の研究では2.6%と報告されている。
2014年の米国では児童の約1.5%（68人に1人）が自閉症スペクトラム（ASD）と診断され、これは2012年比で30%も増加している。英国の18歳以上成人においては1.1%であった。
また知的障害とてんかんには相関性が見られ、知的障害のないASD児童のてんかん有病率は6-8%であるが、知的障害のあるASD児童では42%に上る。
ASDの子供を持つ両親は、次の子供もASDがある確率が2-18%である。高齢の両親の出産は、子供がASDとなるリスクが高い。ただし、他の病気や障害を抱えて生まれる確率も高まるため、自閉症スペクトラム障害だけ高まるという誤解をしてはいけない。

## 歴史
- 1933年にアメリカの精神科医ハリー・スタック・サリヴァンが、精神発達遅滞の伴わない、乳児期より持続する対人関係の障害として「精神病質の児童psychopathic child」を記述する[35]。
- 1943年、アメリカの精神科医レオ・カナー (Leo Kanner) が「自閉的な早期幼児」を報告する。
- 1944年、オーストリアの小児科医ハンス・アスペルガー（Hans Asperger）によって自閉的精神病質（アスペルガー症候群）と初めて報告されたが、第二次世界大戦のため、その論文は戦勝国側では注目されていなかった。
- 1981年、イギリスの精神科医ローナ・ウィング（Lorna Wing）がアスペルガー症候群の発見を紹介[36]
  - 「自閉症スペクトラム障害」の概念は、1990年代に、主に自閉症やアスペルガー症候群の研究者ら、特にイギリスの児童精神科医ローナ・ウィング[37]によって提案された[38]。
- 1994年、DSM-IVが出版された[39]
  - DSM-5以前では、(いわゆる従来型)自閉性障害、高機能自閉症、アスペルガー障害、レット症候群、小児期崩壊性障害、特定不能の広汎性発達障害の5つは別々の障害として概念化されていた[1]。
- 2013年、DSM-5が出版された[40]
  - DSM-5では、知的障害の有無を問わず、知的障害のないとされる高機能PDDを包括して「自閉症スペクトラム障害」としてまとめられた[1]（このため、従来の高機能PDDは、「知的障害のない自閉症スペクトラム障害」のくくりとして捉えられる形となる）。